# 福山平野
福山平野（ふくやまへいや）は、広島県東部の福山市および府中市に形成された平野である。
広義においては芦田川の中・下流部の平野、狭義においては中流部は神辺平野（かんなべへいや）と呼び下流部を福山平野と呼ぶ。本項では広義における平野について記載する。

## 概要
中国地方の中央付近、備後地方を流れる一級河川芦田川が形成した堆積層と瀬戸内海の干潟だった場所を干拓してできた平野である。
広義においてはその河床勾配が急激に変化する河口から約30km・左岸府中市目崎町より下流側、狭義においては中・下流境目の狭窄部であり三角州上端・左岸福山市北本庄より下流側を指す。狭義における中流域の神辺平野は地形学で見ると盆地であり、三角州部分の大部分が芦田川洪水水位より低い地盤高である。河川の土砂流出で形成された沖積平野であり、地盤地質はそのほとんどが花崗岩とその風化残留土であるマサ土である。
3から4千年前、この平野一体は「穴の海」と呼ばれた広大な湿地帯や遠浅の海であった。草戸千軒町はその湿地帯の付け根に位置する芦田川の三角州だった場所の遺跡である。旧神辺町内の御領遺跡では弥生時代の土器が発見されていることから、遅くとも古代には神辺平野は形成されていた。三角州が形成されたのは中世と考えられている。福山平野が本格的に開発されたのは近世以降備後福山藩による干拓によるもので、現代に入ると埋立により前進していった。
備後都市圏の中心地であることに加え、広島県における穀倉地帯でもある。

## 参考資料
- 国土交通省『河川整備基本方針 > 芦田川水系』
  - 国土交通省『芦田川水系流域及び河川の概要』（PDF）。2015年12月16日閲覧。